# Fobia On Ice
Fobia On Ice es primer álbum en vivo de la banda de rock alternativo Fobia, lanzado al mercado el 16 de diciembre de 1997. Fue grabado en el Teatro Metropólitan de la Ciudad de México, los días 10 y 11 de septiembre de 1997 por Craig Brock. Aunado al lanzamiento, la banda decidió hacer un receso; por lo que sus seguidores interpretaron los conciertos, de esos días, como una despedida, pues ya se rumoraba sobre la separación definitiva.

## Lista de canciones
| Fobia On Ice |                                               |              |          |  |
| N.º          | Título                                        | Escritor(es) | Duración |  |
| 1.           | «El Microbito»                                |              | 5:15     |  |
| 2.           | «Veneno vil»                                  |              | 5:23     |  |
| 3.           | «Fiebre»                                      |              | 4:21     |  |
| 4.           | «El Diablo»                                   |              | 3:56     |  |
| 5.           | «Camila»                                      |              | 3:55     |  |
| 6.           | «Regrésame a Júpiter»                         |              | 3:48     |  |
| 7.           | «Descontrol»                                  |              | 5:30     |  |
| 8.           | «Puedo Rascarme Solo»                         |              | 4:33     |  |
| 9.           | «Dios Bendiga a los Gusanos»                  |              | 4:34     |  |
| 10.          | «Los Cibernoides»                             |              | 3:19     |  |
| 11.          | «Mira Teté (Mientras más Fumo más te Quiero)» |              | 4:11     |  |
| 12.          | «Perra Policía»                               |              | 4:56     |  |
| 13.          | «Revolución sin Manos»                        |              | 5:00     |  |
| 14.          | «El Crucifijo»                                |              | 3:49     |  |
| 15.          | «Hipnotízame»                                 |              | 3:33     |  |
| 16.          | «Vivo»                                        |              | 5:18     |  |
| 00:00        |                                               |              |          |  |

## La banda
- Paco Huidobro: Guitarras y coros
- Leonardo de Lozanne: Voz y coros
- Iñaki: Teclados
- Cha!: Bajo
- Jay de la Cueva: Batería